# Polyommatus juno
Polyommatus juno är en fjärilsart som beskrevs av Arthur Francis Hemming 1933. Polyommatus juno ingår i släktet Polyommatus och familjen juvelvingar. Inga underarter finns listade i Catalogue of Life.